# Think tank
Think tank (mozkové centrum, z anglického think myslet a tank nádrž) nebo také think factory (factory továrna) je instituce, společnost nebo výzkumná či zájmová skupina, typicky působící v oblasti politiky nebo ekonomiky. Většina think tanků jsou nevládní organizace, ale některé jsou poloautonomními agenturami ve vládě nebo jsou spojeny s konkrétními politickými stranami nebo většími podniky. Legitimním výsledkem práce think tanků jsou odborné publikace a fundovaná stanoviska k aktuálním problémům s velkým politickým nebo ekonomickým dopadem.
Think tanky se zabývají výzkumem či analýzou politiky (policy analysis),[zdroj⁠?!] působí jako flexibilní síťové struktury na pomezí oblastí výzkumu a vzdělání, podnikání a nevládního sektoru. Think tanky často překlenují akademickou oblast a politiku, slouží jako zdroj informací, koncepcí, nápadů v oblasti veřejné správy, vytvářejí multidisciplinární síť expertů a přispívají ke kultivaci debaty o veřejném sektoru a artikulaci veřejného zájmu. Think tanky bývají financovány z více externích zdrojů – těmi mohou být vlády, státní instituce, mezinárodní organizace nebo soukromé nadace a společnosti i jednotliví dárci – v souvislosti s konkrétními projekty. Nutně se nesnaží o objektivitu; často hájí názory a zájmy své (viz článek klika) nebo sponzorů.
Think tank je neformální pojem, proto není chybou jej používat i v obecnější rovině, nejen pro obory politiky a ekonomiky. Potom je vhodné vymezit think tank jako organizaci, její část nebo skupinu expertů, zabývající se vysoce synergickým výzkumem a poradenstvím v oblasti vědy, technologií, průmyslu nebo podnikání. Think tank obvykle působí na základě objednávek nebo požadavků teoretiků a intelektuálů, kteří se zabývají analýzami a doporučeními.

## Historie
Think tanky lze vystopovat již ve středověku, kdy sloužily k propagandě. Slovní spojení „think tank“ se častěji používá od 60. let 20. století.[chybí lepší zdroj]

## Politické think tanky
Zatímco česká politická pravice má už delší dobu think tanků několik (CEP, CEVRO Institut, eStat, Liberální institut, Občanský institut, Pravý břeh – Institut Petra Fialy, TOPAZ), levicové projekty tohoto typu chyběly. Teprve v roce 2011 byla založena CESTA (Centrum pro sociálně-tržní ekonomiku a otevřenou demokracii), která může být prvním plnohodnotným názorovým oponentem konzervativně-liberálních myšlenek pravice. Někteří mají za to, že právě intelektuální diskuze na obou stranách podporovaná seriózními institucemi může být přínosem ke kultivaci české politiky.

## Některé zahraniční think tanky
- Americko-izraelský výbor pro veřejné záležitosti (American Israel Public Affairs Committee, AIPAC), USA–Izrael
- Atlantická rada (Atlantic Council), USA–NATO
- Bilderberg Group, utajovaná skupina
- Projekt pro nové americké století, USA
- Římský klub (Club of Rome), globální think tank založený roku 1968
- Nadace Konrada Adenauera

## Některé české think tanky
- Asociace pro mezinárodní otázky (AMO)
- Aspen Institute Prague (AIP)
- Centrum pro efektivní dopravu (CEDOP)
- Centrum pro ekonomiku a politiku (CEP)
- Centrum pro studium demokracie a kultury (CDK)
- Centrum pro občanské svobody
- CEVRO Institut – Liberálně-konzervativní akademie
- Česká akademie zemědělských věd (ČAZV)
- Ekologický institut Veronica
- Evropské hodnoty (spolek)
- Institut 2080
- Institut pro evropskou politiku EUROPEUM
- Institut pro křesťansko-demokratickou politiku (IKDP)
- Institut pro politiku a společnost
- Institut pro sociální a ekonomické analýzy (ISEA)
- Institut svobody a demokracie (ISDe)
- Institut Václava Klause (IVK)
- Institute H21
- Královský institut politických nauk
- Liberální institut (LI)
- Masarykova demokratická akademie (MDA)
- Občanský institut (OI)
- Pravý břeh – Institut Petra Fialy
- Pražský institut bezpečnostních studií (PSSI)
- Progresivní analytické centrum (PAC)
- Socialistický kruh (SOK)
- TOPAZ